# International 3588
International 3588 var en midjestyrd jordbrukstraktor från International Harvester. Dess säregna utseende, med förarhytten på bakaxeln, gav den smeknamnet "Myrsloken" i Sverige. Svenskarna klassade den också som en "stordragare" trots en vedertagen klassning som en relativt liten traktor. 3588:an var egentligen avsedd att köras i hög arbetsfart med mindre redskap på prärien, men svenska storgårdar häktade på tunga jordbearbetningsredskap och körde på låga växlar med högt gaspådrag. Detta i kombination med ett frekvent användande av differentialbromsen slet på transmissionerna. Haverier som följd var vanliga.